# Ceruchus chrysomelinus
Ceruchus chrysomelinus es una especie de coleóptero de la familia Lucanidae.

## Distribución geográfica
Habita en Europa.